# Xanthosoma
Ксантосома, яутія (Xanthosoma) — рід квіткових рослин родини арумових, Araceae. Рід походить з тропічної Америки, але широко культивується і натуралізується в інших тропічних регіонах. Відомі під різними назвами як malanga, otoy, otoe, cocoyam, tannia, tannier, yautía, macabo, ocumo, macal, taioba, dasheen, quequisque, ʻape та у Папуа-Новій Гвінеї як сінгапурське таро taro kongkong. Багато інших видів, в тому числі особливо ксантосома рожева, використовуються як декоративні рослини; у популярній садівничій літературі ці види можуть бути відомі як ‘ape через схожість з справжньою полінезійською ‘ape, Alocasia macrorrhizos, або як вухо слона від візуальної схожості листа з вухом слона.
У листя більшості видів Xanthosoma є 40—200 см завдовжки, стрілоподібні або розділені на три або цілих 18 сегментів.

## Етимологія
Назва походить від грецьких слів ξανθός (ксантос), що означає «жовтий», і σῶμα (сома), що означає «тіло», що відноситься до рильця або жовтих внутрішніх тканин.

## Використання
| Ранг | Країна                   | 2012 рік | 2013 рік | 2014 рік |
| ---- | ------------------------ | -------- | -------- | -------- |
| 1    | Куба                     | 153782   | 185922   | 269590   |
| 2    | Венесуела                | 75132    | 84516    | 85607    |
| 3    | Сальвадор                | 43000    | 43000    | 41110    |
| 4    | Перу                     | 29200    | 30000    | 30960    |
| 5    | Коста-Рика               | 11692    | 23742    | 30000    |
| 6    | Домініканська Республіка | 32595    | 29104    | 28180    |
| -    | Світ                     | 378952   | 423415   | 508079   |

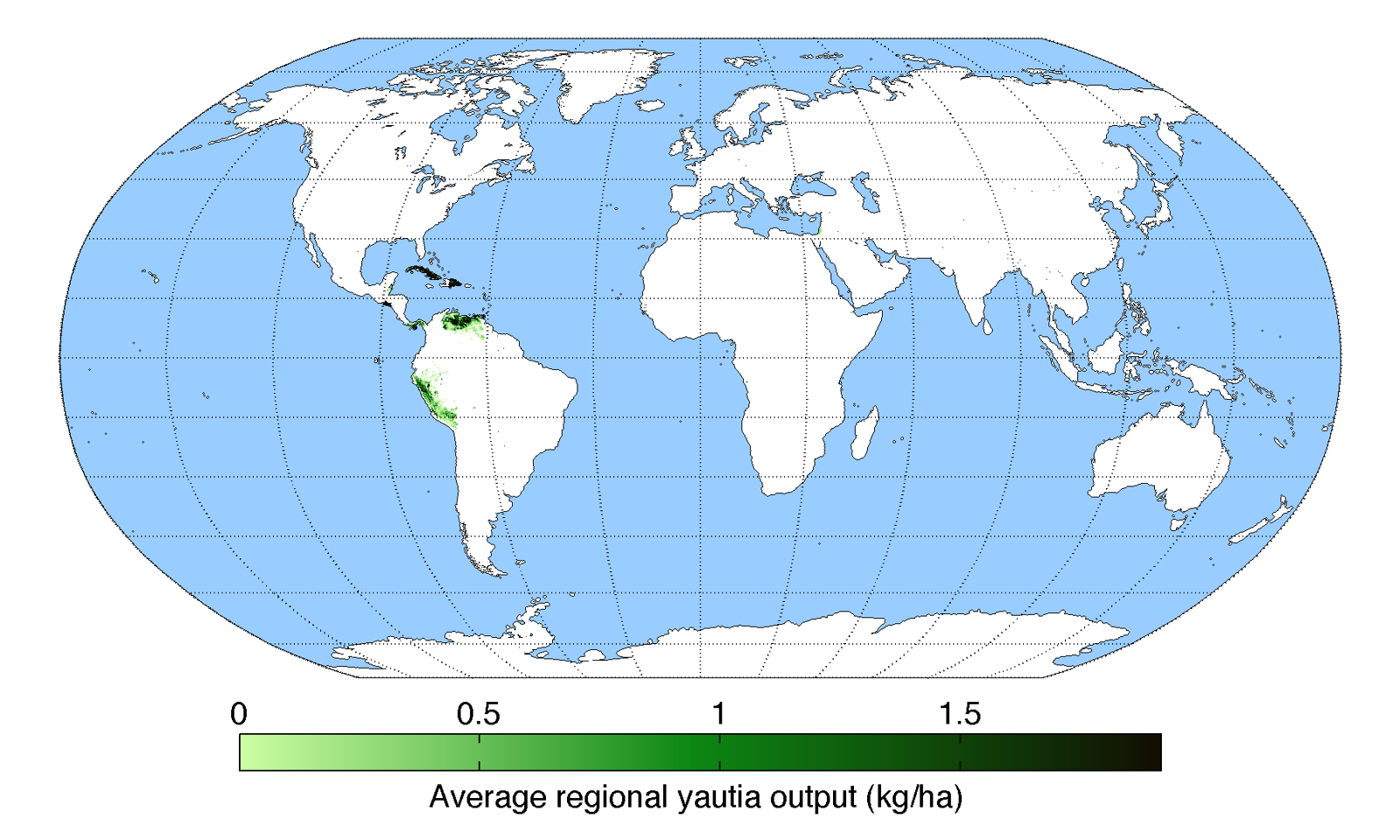
Урожайність яутії у всьому світі

Вважається, що одомашнення видів Xanthosoma (особливо X. sagittifolium, а також X. atrovirens, X. violaceum, X. maffaffa та ін.) походить із Північної низовини Південної Америки, а потім поширилося на Антильські острови та Мезоамерику. Нині ксантосома все ще вирощується у всіх цих регіонах, але особливо популярна на Кубі, в Домініканській Республіці та Пуерто-Рико, де її використовують у алкапурріях або варять. Його вирощують у Тринідаді і Тобаго, Гаяні та Ямайці для приготування популярної страви калалу. Його також вирощують у Західній Африці, нині великому виробнику, де його можна використовувати як заміну ямсу у популярній регіональній страві під назвою фуфу. Ксантосома також вирощується як культура на Філіппінах.
Традиційно ксантосома була частиною натурального господарювання, надлишок якої продавався на місцевих ринках, але у Сполучених Штатах велика кількість латиноамериканських іммігрантів створила ринок комерційного виробництва. Загалом, виробництво ще не задовольняє попит у деяких областях. У Полінезії Alocasia macrorrhizos вважалася голодною їжею, яку вживали лише у разі вкрай поганого врожаю таро. Після того, як в 1920 -х роках з Америки завези на Гаваї, ксантосома натуралізувалася і стала більш поширеною, ніж A. macrorrhizos, і прийняла ту ж назву, ʻape.
Типова ксантосома має цикл зростання від 9 до 11 місяців, за цей час вона виробляє велике стебло та бульбоцибулину, багату крохмалем. Їх смак був описаний як земляний і горіховий, і вони є звичайним інгредієнтом супів і рагу. Їх також можна смажити на грилі, смажити або готувати пюре. Молоде, нерозгорнуте листя деяких сортів можна їсти як варені листові овочі або використовувати в супах та рагу, таких як карибський калалу.
Борошно з виду ксантосоми є гіпоалергенним.

## Галерея

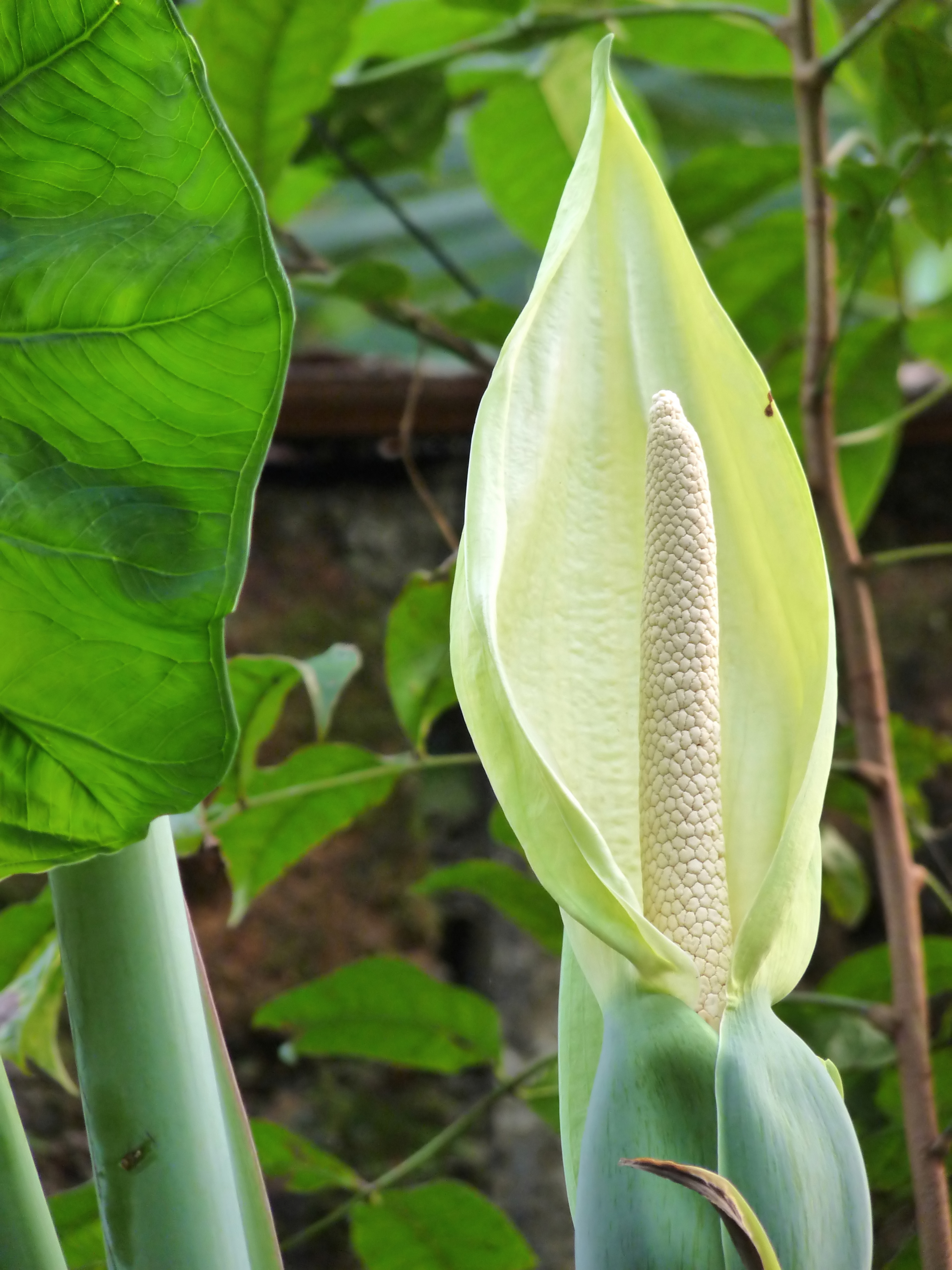
Суцвіття Xanthosoma sagittifolium
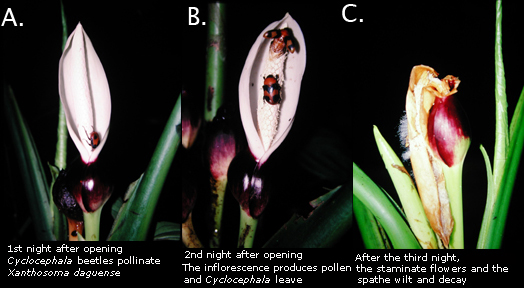
Запилення жуками у X. daguense